# Kęstutis Marčiulionis
Kęstutis Marčiulionis,  (nacido el 24 de marzo de 1976 en Kaunas, Lituania)  es un  exjugador de baloncesto lituano. Con 1.88 de estatura, su puesto natural en la cancha era el de base.

## Trayectoria
- Universidad de Delaware (1996-2000)
- Žalgiris Kaunas (2000-2001)
- Lietuvos Rytas (2001-2002)
- Śląsk Wrocław (2002-2003)
- Eisb. Bremerhaven (2003)
- Atletas Kaunas (2003)
- Astoria Bydgoszcz (2003-2004)
- Śląsk Wrocław (2004-2005)
- Kaposvári KK (2005-2006)
- Albacomp-UPC (2006-2007)
- Menorca Bàsquet (2007-2008)
- Kaposvári KK (2008-2009)
- Kecskeméti (2009-2010)